# Karsu Dönmez
Karsu Dönmez, beter bekend als simpelweg Karsu, (Amsterdam, 19 april 1990) is een Nederlandse zangeres en pianiste van Turkse komaf. Haar voornaam verwijst naar het dorp Karsu, geboorteplaats van haar ouders.

## Levensloop
Vanaf haar veertiende trad Karsu regelmatig op in het Turkse restaurant van haar vader in de Amsterdamse wijk De Pijp. Ze kon enige tijd studeren aan de Universiteit van Rhode Island. Het Amsterdams Conservatorium wees haar af. Op haar 17e kreeg zij meer bekendheid toen ze werd uitgenodigd om op te treden in Carnegie Hall in New York en in televisieprogramma's in Nederland (De Wereld Draait Door) en België. In 2010-2011 maakte ze haar eerste tournee, waarbij haar optreden in het Concertgebouw in Amsterdam uitverkocht was. Haar stijl werd eerst meer beïnvloed door klassieke muziek, maar kent nu meer invloeden van onder meer jazz, pop en Turkse muziek. Haar eerste album 'Live aan 't IJ' werd opgenomen tijdens haar eerste grote optreden in Muziekgebouw aan 't IJ. Het eerste studioalbum Confession kwam uit in 2012. Regisseur Mercedes Stalenhoef volgde Karsu gedurende de periode waarin zij bekendheid verkreeg (2007-2012) en maakte met dit beeldmateriaal de documentaire Karsu: I hide a secret, te zien tijdens IDFA 2012. Naast een tweede optreden in Carnegie Hall heeft Karsu inmiddels ook optredens gegeven in meer dan twintig landen waaronder Turkije, Indonesië, Suriname, Duitsland, Brazilië, Noord-Macedonië en Engeland.
In 2015 verscheen haar tweede album Colors. In 2016 mocht ze in het Luxor Theater de Edison Publiekprijs in ontvangst nemen. Op 19 januari 2017 gaf zij een optreden tijdens de Mini-Nacht van de Poëzie in de danszaal van Museum Speelklok. Daarna trok ze de theaters in met haar programma Play my strings, een voorstelling met drie strijkers over verbinding. In 2018 kwam Karsu opnieuw met een eigen theatertour over het leven van Ahmet Ertegün, oprichter van Atlantic Records. Na meer dan 35 concerten in Nederland gegeven te hebben met haar vaste band, gaf ze deze voorstelling ook in het Turks (Zorlu PSM te Istanbul) en in het Engels (Cadogan Hall, Londen). Een nieuw album getiteld Karsu verscheen in 2019. Hiermee tourde ze langs de Nederlandse popzalen.
Voor 2020 stond een wereldtour op het programma, wat haar naar onder meer Amerika en Rusland zou brengen. COVID-19 gooide roet in het eten. In 2021 bracht ze een nieuwe single Sonunda uit, die binnenkwam op nummer 1 in de Turkse charts. Ook kreeg haar hobby koken een serieuze wending; Karsu kreeg haar eigen kookprogramma Karsu's Turkse Keuken op de zender 24Kitchen, nadat zij de filmpjes hadden gezien die Karsu maakte voor haar eigen YouTubekanaal Karsu's Kitchen. Door haar deelname aan het tv-programma Beste Zangers (AvroTros) maakte een nog groter publiek kennis met Karsu. Tegelijkertijd kreeg ze in Turkije haar eigen talkshow op de Turkse Netflix, BluTv.
In februari 2022 hervatte Karsu haar (door de corona-maatregelen) uitgestelde clubtour door Nederland, met als hoogtepunt een optreden in een uitverkocht Paradiso op 2 april 2022. Tussendoor stond ze in een uitverkochte O2 in London en tourde ze twee weken door de USA. Datzelfde jaar zong ze tevens samen met acteur Sinan Eroglu het nummer Zo anders in, dat diende als titelsong voor de bioscoopfilm Foodies.
Op 5 mei 2024 presenteerde Karsu met Frits Spits het Bevrijdingsconcert op de Amstel in Amsterdam. Zij zong zelf Somewhere over the rainbow en What a wonderful world en, met de Mastreechter Staar, Freedom en Happy.
Naast haar muzikale carrière kreeg ook Karsu's grote passie koken een vervolg: op 2 mei 2022 startte het tweede seizoen van haar kookprogramma Karsu's Turkse Keuken op de zender 24Kitchen.

## Privé
Ze is in juli 2024 getrouwd. Het stel zou eigenlijk het jaar daarvoor trouwen. Maar de twee stelden het huwelijk uit nadat Karsu meerdere familieleden had verloren door de zware aardbevingen in Turkije in februari 2023. Karsu verleent  hulp in het aardbevingsgebied met haar foundation (stichting).

## Discografie
- Live aan 't IJ (2010)
- Confession (2012)
- Colors (2015)
- Karsu (2019)
- Beste Zangers (2021)

### Singles
| Single met eventuele hitnotering(en) in de Nederlandse Top 40 | Datum van verschijnen | Datum van binnenkomst | Hoogste positie | Aantal weken | Opmerkingen     |
| ------------------------------------------------------------- | --------------------- | --------------------- | --------------- | ------------ | --------------- |
| Je suis malade                                                | 2021                  | 06-11-2021            | tip15           | 3            | met Belle Perez |

## Programma's
- Karsu's Turkse Keuken (24Kitchen) (2021)

### Bestseller 60
| Boeken met noteringen in de Nederlandse Bestseller 60 | Jaar van verschijnen | Datum van binnenkomst | Hoogste positie | Aantal weken | Opmerkingen |
| ----------------------------------------------------- | -------------------- | --------------------- | --------------- | ------------ | ----------- |
| Karsu's Kitchen                                       | 2023                 | 15-03-2023            | 1(3wk)          | 10           |             |